# Законодателна инициатива
Законодателната инициатива е правото на предложение на законопроект, който се разглежда и обсъжда от законодателния орган в рамките на законодателния процес.
Правото на законодателна инициатива е конституционно право, т.е. урежда се в/от основния закон на държавите. Според българската конституция, право на законодателна инициатива в България от 1991 г. насетне имат Министерският съвет и всеки народен представител .
Законодателната инициатива по правото на Европейския съюз принадлежи на Комисията, но с Договора от Маастрихт на Европейския парламент съко се предоставя право на законодателна инициатива, по силата на което той може да прикани Комисията да представи за разглеждане законодателно предложение.